# Letališče Đồng Hới
Letališče Đồng Hới (IATA kratica VDH) je javno letališče, ki se nahaja blizu mesta Đồng Hới v pokrajini Quảng Bình v osrednjem Vietnamu.